# Stéphane Ginsburgh
Pour les articles homonymes, voir Ginsburg.
Stéphane Ginsburgh, né le 27 novembre 1969 à Bruxelles, est un pianiste belge d'origine autrichienne,. Il est professeur de piano à la Haute école de musique de Genève.

## Biographie
Après avoir reçu les premiers prix de conservatoires en piano et musique de chambre au Conservatoire royal de Mons et le diplôme supérieur au Conservatoire royal de Liège, il étudie avec Paul Badura-Skoda et Vitaly Margulis puis avec Claude Helffer à Paris et Jerome Lowenthal à New York.
Il est titulaire d'un bachelier en philosophie des sciences de l’Université libre de Bruxelles et d'un doctorat en Arts de la Vrije Universiteit Brussel. Depuis 2022, il est professeur de piano à la Haute école de musique de Genève.
Il joue régulièrement en récital et en musique de chambre en Europe, au Moyen-Orient, en Russie et en Amérique. Il interprète autant la musique contemporaine et minimaliste que classique ou romantique, musiques qu’il allie souvent dans ses programmes de concert.
Il a joué et créé des œuvres de Newton Armstrong, Vykintas Baltakas, Guy Barash, Philippe Boesmans, Renaud De Putter, Jean-Luc Fafchamps, Fabian Fiorini, Panayiotis Kokoras, Pierre Kolp, György Kurtág, Philipp Maintz, Benoît Mernier, Stefan Prins, André Ristic, Frederic Rzewski, François Sarhan, Sabrina Schroeder, Matthew Shlomowitz and Juan Carlos Tolosa.
Il a été récompensé par l’union des compositeurs belges pour son implication dans la découverte du répertoire contemporain. Présent dans l’Ensemble Ictus dirigé par Georges-Élie Octors, membre à partir de 1990 du Bureau des pianistes (avec Laurence Cornez, Jean-Luc Fafchamps et Jean-Luc Plouvier) il participe activement depuis 1991, au festival Ars Musica à Bruxelles. En 1998, Stephane Ginsburgh fonde Le Bureau des Arts devenu ensuite Sonar, groupe d'artistes qui s'implique dans différents types d’expression artistique, incluant la danse et la littérature et dont il assure la direction jusqu'en 2018. Entre début 2010 et fin 2013, il a assuré la direction artistique du Centre Henri Pousseur, précédemment nommé Centre de Recherche et de Formation Musicale de Wallonie et auquel il a donné son nouveau nom, un studio de musique électronique mixte basé à Liège.

### Œuvres dédiées à / créées par Ginsburgh
- En Suspens, concerto pour piano et cordes de Jean-Luc Fafchamps (2023)[6]
- The Naked Truth de Frederic Rzewski (2021)[7]
- Gendarme de la libertad de David Toub (2020)[8]
- Grand Epic Fanfare pour flûte et piano de Matthew Shlomowitz (2020)[9]
- America: A Poem de Frederic Rzewski (2020)[10]
- Musique pour le lever du jour de Melaine Dalibert (2018)[11]
- Piano Hero #4 de Stefan Prins (2016-17)[12]
- Piano Hero #3 de Stefan Prins (2016)[13]
- Feynman speech sonata d'André Ristic (2016)[14]
- A dog is a machine for loving de Alec Hall (2015-2019)[15]
- Dear Diary de Frederic Rzewski (2014)[16]
- Beth/Veth de Jean-Luc Fafchamps (2012)[17]
- Salouette extrait de Three Pieces de Frederic Rzewski dédiée à Salomé Lou Ginsburgh (2011)
- Rap and Tap de Jean-Luc Fafchamps (2011)[18]
- Popular Contexts 2 de Matthew Shlomowitz (2010)[19]
- Ataraxia de David Toub (2010)[20]
- West Pole de Panayiotis Kokoras (2008)[21]
- An die Nacht de Benoît Mernier (2003)[22]
- Corymbe de Renaud De Putter (1998)[23]
- Chorée de Renaud De Putter (1998)[24]
- Back to the voice de Jean-Luc Fafchamps (1998)[25]

### Festivals
Il se produit dans d'importants festivals tels que Agora à l'Ircam (Paris), Ars Musica (Bruxelles), Festival de Wallonie, Festival van Vlaanderen, Tzlil Meudcan Festival (Tel-Aviv), Festival Transit (Leuven), Milano Musica, Festival Next Wave (New York), Festival de Marseille, Festival Courtisane (Gand), Artefact Festival (Leuven), Festival Midis-Minimes (Bruxelles), Festival Loop (Bruxelles), Biennale Charleroi/Danses, Gentse Feesten, Moscow Autumn Contemporary Music Festival, Les Nuits Botanique (Bruxelles), Quincena Musical (San Sebastián), Imatronic/Piano+ ZKM, Internationale Ferienkurse für Neue Musik.

### Prix
- Prix Tenuto BRTN 1995, Belgique[26]
- Fondation Schlumberger, Académie Musicale de Villecroze, France
- Ronit Amir Lowenthal Endowment Scholarship, Music Academy of the West, Santa Barbara, USA[27]
- Fondation SPES, Bruxelles
- Prix Pelemans 1999 pour ses interprétations du répertoire de la musique contemporaine belge

## Discographie
Parmi sa discographie, Erratum Musical de Marcel Duchamp et Last Pieces de Morton Feldman sont accueillis avec succès par la critique jusqu’à New York. Il enregistre trois disques d’œuvres de Jean-Luc Fafchamps et For Bunita Marcus de Morton Feldman pour le label Sub Rosa (cinq disques de l’intégrale de l’œuvre pour piano seul). Il a également enregistré une intégrale des Sonates pour piano de Serge Prokofiev pour le label Cypres saluée par la critique comme un feu d'artifice de créativité.

### Sélection discographique
- Speaking Rzewski, Frederic Rzewski, Sub Rosa, 2021[30]
- Three Extended Pieces for Four Pianos, Julius Eastman, Sub Rosa, 2021[31]
- Augmented, Stefan Prins, Kairos, 2019[32]
- The Bad-Tempered Electronic Keyboard - 24 Preludes and Fugues, Anthony Burgess, Grand Piano/Naxos Records, 2018[33]
- Quartet for piano, David Toub, World Edition, 2016[34]
- Intégrale des Sonates pour piano, Serge Prokofiev, Cypres records, 2015[35]
- Beth/Veth, Jean-Luc Fafchamps, Sub Rosa, 2015[36]
- Back to, Jean-Luc Fafchamps, Sub Rosa, 2013
- Vexations, Erik Satie, Sub Rosa, 2009
- For Bunita Marcus, Morton Feldman, Sub Rosa, 2006
- Last Pieces, Morton Feldman, Sub Rosa, 2001
- Erratum Musical, Marcel Duchamp, Sub Rosa, 2001
- Melencholia si…, Jean-Luc Fafchamps, Sub Rosa, 2001
- Is, Renaud De Putter, Sub Rosa, 1999
- Chorée, Renaud De Putter, Sub Rosa, 1998
- Pieces For More Than Two Hands, Morton Feldman, Sub Rosa, 1991

## Activités diverses
Stephane Ginsburgh a donné cours de piano à l’Institut de Rythmique Jaques-Dalcroze de Belgique, où il enseigna également la philosophie et l'esthétique. Il a été assistant pour le piano au Conservatoire de Bruxelles entre 2012 et 2018. Il a été chargé de cours de musique de chambre durant plusieurs années aux Conservatoire de Liège et de Mons et professeur à l’Académie de musique de Mons. Depuis 2022, il est professeur de piano à la Haute école de musique de Genève.
Il est traducteur avec Hélène Hiessler de l'ouvrage Uncommon People de l'historien marxiste anglais Eric Hobsbawm. Ce livre a été publié en janvier 2011 sous le titre Rébellions aux Éditions Aden. Il a également écrit plusieurs articles sur le politique ainsi que les rapports entre l’interprète et l’œuvre.